# Olacapato
Olacapato est une localité rurale argentine, située dans la province de Salta, dans le département de Los Andes. La localité comprend une ferme, une chapelle et une école. Elle est située à côté de l'embranchement C14 du chemin de fer General Belgrano, dont le service a été interrompu dans les années 1990, et près de la route nationale 51, à 2,5 kilomètres au nord d'Olacapato Chico et à 45 kilomètres à l'ouest de San Antonio de los Cobres. Elle est l'une des localités les plus élevées d'Argentine, à 4 090 m d'altitude.

## Caractéristiques
Olacapato a les caractéristiques des petites villes de l'Altiplano, avec un climat aride, des étés modérés et des hivers rigoureux, et une grande amplitude thermique qui produit des différences allant jusqu'à 30°C en une seule journée. La ville est située dans une vallée entourée d'une chaîne de montagnes composée de volcans inactifs et de collines de plus de 5 000 m d'altitude, à proximité du Salar de Cauchari. Le village se caractérise par ses habitations construites spontanément, adaptées aux conditions climatiques.
En 2015, on estimait à 500 le nombre de personnes vivant dans la ville et ses environs, dont beaucoup participent à l'exploitation du lithium dans les salines voisines.
La faune typique de la région comprend les alpagas, les vigognes, les guanacos et les lamas.

## Démographie
Il y avait 186 habitants (Indec, 2001). Dans le recensement précédent de 1991, elle était répertoriée comme une population rurale dispersée. Elle est actuellement répertoriée comme une localité de la province de Salta, bien qu'elle soit en conflit permanent avec la province de Jujuy pour sa souveraineté, en raison du fait qu'elle est située dans une zone frontalière. Selon la cartographie de l'Institut géographique national, Olacapato appartient à la province de Jujuy. Cependant, son administration correspond à la province de Salta.
Olacapato dispose d'une école primaire publique, la 4 600 « Mayor Juan Carlos Leonetti », fréquentée par environ 70 enfants. En raison de la rigueur du climat, cette école, comme d'autres dans le département de Los Andes, fonctionne sous le régime dit « d'été », avec une année scolaire qui s'étend de la fin août à la mi-juin.